# Al Qadsiah FC
Câu lạc bộ bóng đá Al Qadsiah (tiếng Ả Rập: نادي القادسية لكرة القدم, đã Latinh hoá: nādī al-Qādisiyyah li-kūrāt ae-qādam), hay còn được biết đến với các tên gọi Al Qadsiah FC hoặc Al-Qadisiya, là một câu lạc bộ bóng đá chuyên nghiệp Ả Rập Xê Út thi đấu tại Giải bóng đá chuyên nghiệp Ả Rập Xê Út. Đội bóng có trụ sở tại thành phố Khobar, tỉnh Đông, và sân nhà của đội là Sân vận động hoàng tử Saud bin Jalawi. Al Qadsiah FC là một trong những câu lạc bộ bóng đá nổi tiếng nhất ở tỉnh Đông và Ả Rập Xê Út.

## Tên gọi
Câu lạc bộ bóng đá Al Qadsiah được đặt tên theo trận Al-Qadisiyah, một trận chiến giữa quân đội Ả Rập Hồi giáo do Sa`d ibn Abī Waqqās của nhà Rashidun chỉ huy và quân đội Đế quốc Sasan Ba Tư do Rostam Farrokhzād chỉ huy vào ngày 2 của tháng Muharram, tháng đầu tiên của lịch Hồi giáo, vào năm 636 sau Công nguyên ở Iraq ngày nay.

## Lịch sử

### Thời kỳ đầu
Lịch sử của câu lạc bộ bắt nguồn từ sự khởi đầu của bóng đá ở tỉnh Đông vào năm 1935, khi các câu lạc bộ được thành lập bởi các công nhân và nhân viên của Aramco từ người dân Al-Khobar. Al-Qadsiah được hợp nhất bởi các câu lạc bộ Al-Khobar cũ.
Phong trào thể thao ở thành phố Al-Khobar bắt đầu từ năm 1935 khi câu lạc bộ bóng đá đầu tiên của thành phố Al-Khobar với tên gọi là Al Ahli Saudi FC được thành lập bởi một số thanh niên đến từ Al-Khobar lúc đó đang làm việc tại Aramco. 8 năm sau, vào năm 1943, đội bóng Al Hilal đã được thành lập. Trong suốt thời gian đó, số thành viên của đội Al-Hilal tăng lên khiến một câu lạc bộ bóng đá khác được thành lập với tên gọi Al-Nahda vào năm 1946. Kể từ đó, cuộc cạnh tranh danh dự giữa Al Hilal và Al Nahda được khơi mào khiến bóng đá trở nên phổ biến và nổi tiếng hơn ở Ả Rập Xê Út. Sau đó, đội Al-Nahda được đổi tên thành đội Al-Ittihad, và sau đó, các đội bóng khác như Al-Shabab, Al Ahly, Al Najah, Al Sharar và Al Nahda. Các đội này tiếp tục hoạt động thể thao trong khoảng mười năm trước khi được sáp nhập thành hai đội, cụ thể là câu lạc bộ bóng đá Al-Shoola và câu lạc bộ bóng đá Al Wahda tại Al-Khobar.
Sau khi Tổng cục Phúc lợi Thanh niên được thành lập bởi Bộ Thể thao vào năm 1967, các lệnh chính thức đã được ban hành để thành lập câu lạc bộ Al Qadsiah FC thông qua sự sáp nhập các câu lạc bộ Al Shoola và Al Wahda.

### Thời kỳ hoàng kim
Al Qadsiah FC trải qua thời kỳ hoàng kim vào những năm 1980 khi câu lạc bộ được gọi là "đội bóng của những ngôi sao" nhờ sự góp mặt của những cầu thủ đáng chú ý như Saud Jassim, Wajdi Mubarak, Mohammed Al-Farhan, Khalid Al-Dawsari, Ahmed Al-Bishi, Farid Al-Muaidi và những ngôi sao khác. Mặc dù đội không giành được bất kỳ danh hiệu nào, nhưng đội đã giành được vị trí thứ ba trong giải VĐQG năm 1981 và lọt vào bán kết Cúp Nhà vua hai lần. Hơn nữa, các ngôi sao sáng khác, đáng chú ý nhất là Saud Jassem, người ghi bàn thắng đầu tiên cho đội tuyển Ả Rập Xê Út trong vòng loại World Cup, Ahmed Al-Bishi, Khalid Al-Dawsari, Hamad Al-Dawsari, Wajdi Mubarak, Mohammed Al-Farhan, Raouf al-Saghir, Abd al-Rahman Burshid, Luai al-Subaie, Saleh al-Qunbar, Walid al-Baz và Abdullah Sherida, đã đóng góp cho câu lạc bộ.

### Thời kỳ suy thoái
Al-Qadisiyah bắt đầu sa sút tại giải đấu do thiếu cầu thủ thay thế cho các cầu thủ đã ra đi. Vào mùa giải 2006, cuộc bầu cử chủ tịch giữa Jassim Al-Yaqout và Ali Badghish được tổ chức và những kết quả này khiến câu lạc bộ Al-Qadisiyah bị chia rẽ nội bộ và thiếu sự đồng thuận, điều mà gây ảnh hưởng đến đội bóng.
Al-Qadisiyah đã may mắn không phải xuống hạng vào năm 2007 nhưng đã xuống hạng vào năm 2008 sau khi một nửa đội hình bán cốt lõi phải bị rút khỏi danh sách và Liên đoàn bóng đá Ả Rập Xê Út không hoãn bất kỳ trận đấu nào của Al-Qadisiya. Những điều này khiến câu lạc bộ mất nhiều điểm ở những ngày thi đấu đầu tiên. Trong thời gian tiếp theo, ban quản lý câu lạc bộ đã phải từ chức dưới áp lực lớn từ người dân Khobar.

### Thời kỳ hiện nay
Vào mùa hè năm 2023, Bộ Thể thao thông báo rằng Al Qadsiah sẽ trở thành công ty được đồng sở hữu bởi Saudi Aramco cùng với 7 câu lạc bộ khác tại Ả Rập Xê Út. Đội bóng đang thi đấu tại Giải hạng nhất Ả Rập Xê Út vào thời điểm đó đã được đầu tư vào các vụ chuyển nhượng để cạnh tranh giành quyền thăng hạng lên Giải chuyên nghiệp Ả Rập Xê Út.
Vào ngày 6 tháng 5 năm 2024, Al-Qadsiah được thăng hạng lên Saudi Pro League sau trận hòa 2–2 với Ohod.

## Biểu tượng
Biểu tượng của Câu lạc bộ bóng đá Al Qadsiah bao gồm màu đỏ, vàng và trắng. Màu đỏ tượng trưng cho sự hy sinh, nỗ lực và những điều mong muốn, màu vàng tượng trưng cho thu hoạch và sự thoải mái sau những nỗ lực. Sự lựa chọn của hai màu này là kết quả của việc sáp nhập câu lạc bộ Al Shoola, tượng trưng cho phần màu đỏ và vàng, và Câu lạc bộ Al-Wahda, tượng trưng cho phần màu đỏ và trắng.
Ngoài ra, câu lạc bộ còn có những biểu tượng khác, chẳng hạn như một hiệp sĩ cưỡi ngựa với ngọn giáo giơ cao và một quả bóng đá ở phía sau bên trong một tấm khiên gồm màu đỏ và vàng và một hình ảnh mô tả một trong những biệt danh là "Hiệp sĩ phương Đông".

## Trang phục

### Nhà tài trợ áo đấu
| Giai đoạn | Nhà tài trợ trang phục | Nhà tài trợ trên áo (ngực áo) | Nhà tài trợ trên áo (cổ tay) |
| --------- | ---------------------- | ----------------------------- | ---------------------------- |
| –2011     | Hattrick               | First Advice                  | Không có nhà tài trợ         |
| 2015–2017 | Lotto Sport Italia     | Không có nhà tài trợ          | Không có nhà tài trợ         |
| 2017–2019 | Offside                | Gree Air Conditioners         | Không có nhà tài trợ         |
| 2019–2020 | Skillano               | Không có nhà tài trợ          | Không có nhà tài trợ         |
| 2020–2022 | Puma                   | AGH                           | Không có nhà tài trợ         |
| 2022–2023 | Skillano               | Yelo                          | Không có nhà tài trợ         |
| 2023–2024 | Macron                 | Không có nhà tài trợ          | Không có nhà tài trợ         |
| 2024–nay  | Nike                   | Không có nhà tài trợ          | Không có nhà tài trợ         |

## Sân vận động
Câu lạc bộ bóng đá Al Qadsiah tổ chức các trận đấu sân nhà của câu lạc bộ tại Sân vận động hoàng tử Saud bin Jalawi, Khobar, Ả Rập Xê Út, một sân vận động thể thao có sức chứa 22.000 người và được khánh thành vào năm 1982.

## Các cầu thủ

### Đội hình hiện tại
Tính đến 28 tháng 8 năm 2024
Ghi chú: Quốc kỳ chỉ đội tuyển quốc gia được xác định rõ trong điều lệ tư cách FIFA. Các cầu thủ có thể giữ hơn một quốc tịch ngoài FIFA.
| Số | VT | Quốc gia    | Cầu thủ                   |
| -- | -- | ----------- | ------------------------- |
| 1  | TM | Bỉ          | Koen Casteels             |
| 2  | HV | Ả Rập Xê Út | Mohammed Aboulshamat      |
| 4  | HV | Ả Rập Xê Út | Jehad Thakri              |
| 5  | HV | Argentina   | Ezequiel Fernández        |
| 6  | HV | Tây Ban Nha | Nacho                     |
| 7  | TV | Ả Rập Xê Út | Turki Al-Ammar            |
| 8  | TV | Uruguay     | Nahitan Nández            |
| 10 | TĐ | Gabon       | Pierre-Emerick Aubameyang |
| 11 | TV | Ả Rập Xê Út | Ali Abdullah Hazazi       |
| 14 | TĐ | Ả Rập Xê Út | Saif Rashad               |
| 15 | TV | Ả Rập Xê Út | Hussain Al-Qahtani        |
| 17 | TV | Uruguay     | Gastón Álvarez            |
| 21 | TV | Ả Rập Xê Út | Naif Al-Ghamdi            |

| Số | VT | Quốc gia    | Cầu thủ                |
| -- | -- | ----------- | ---------------------- |
| 24 | HV | Ả Rập Xê Út | Mohammed Qassem        |
| 28 | TM | Ả Rập Xê Út | Ahmed Al-Kassar        |
| 32 | HV | Ả Rập Xê Út | Abdullah Hassoun       |
| 33 | TĐ | México      | Julián Quiñones        |
| 39 | TV | Ả Rập Xê Út | Abdulrahman Al-Dawsari |
| 40 | TV | Ả Rập Xê Út | Ibrahim Mahnashi       |
| 50 | HV | Ả Rập Xê Út | Mohammed Al-Shanqiti   |
| 66 | TĐ | Ả Rập Xê Út | Abdulaziz Al-Othman    |
| 77 | TV | Ả Rập Xê Út | Yasser Daribi          |
| 87 | HV | Ả Rập Xê Út | Qassem Lajami          |
| 88 | TV | Tây Ban Nha | Cameron Puertas        |
| 96 | TV | Ả Rập Xê Út | Hussain Al-Nattar      |
| —  | TV | Ả Rập Xê Út | Haitham Asiri          |
| —  | TV | Tây Ban Nha | Iker Almena            |
| —  | TM | Ả Rập Xê Út | Abdulaziz Al-Awairdhi  |

### Những cầu thủ khác ra sân ở đội một
Ghi chú: Quốc kỳ chỉ đội tuyển quốc gia được xác định rõ trong điều lệ tư cách FIFA. Các cầu thủ có thể giữ hơn một quốc tịch ngoài FIFA.
| Số | VT | Quốc gia    | Cầu thủ             |
| -- | -- | ----------- | ------------------- |
| 29 | TV | Ả Rập Xê Út | Mohammed Al-Marri   |
| 49 | TĐ | Ả Rập Xê Út | Eissa Al-Thaqrullah |

| Số | VT | Quốc gia    | Cầu thủ          |
| -- | -- | ----------- | ---------------- |
| 99 | TV | Ả Rập Xê Út | Nafea Al-Sumairi |

#### Cho mượn
Ghi chú: Quốc kỳ chỉ đội tuyển quốc gia được xác định rõ trong điều lệ tư cách FIFA. Các cầu thủ có thể giữ hơn một quốc tịch ngoài FIFA.
| Số | VT | Quốc gia    | Cầu thủ                                    |
| -- | -- | ----------- | ------------------------------------------ |
| —  | HV | Tây Ban Nha | Carlos Jiménez (cho mượn tới Villarreal B) |
| —  | HV | Ả Rập Xê Út | Taher Wadi (cho mượn tới Al-Diriyah)       |

| Số | VT | Quốc gia    | Cầu thủ                                   |
| -- | -- | ----------- | ----------------------------------------- |
| —  | HV | Ả Rập Xê Út | Mousa Al-Harbi (cho mượn tới Al-Jabalain) |

## Điều hành câu lạc bộ

### Ban lãnh đạo
| Chức vụ                            | Tên               |
| ---------------------------------- | ----------------- |
| Tổng giám đốc điều hành            | James Bisgrove    |
| Trưởng phòng các hoạt động bóng đá | Hossamedin Bedier |
| Giám đốc thể thao                  | Carlos Antón      |

### Ban huấn luyện
| Chức vụ                           | Tên                  |
| --------------------------------- | -------------------- |
| Huấn luyện viên                   | Míchel               |
| Trợ lý huấn luyện viên            | Juan Carlos Mandiá   |
| Trợ lý huấn luyện viên            | Adrián González      |
| Huấn luyện viên thủ môn           | Monchi               |
| Huấn luyện viên thủ môn           | José Luis Silva      |
| Huấn luyện viên thể chất          | Quique Sanz          |
| Huấn luyện viên thể chất          | Miguel Ángel García  |
| Chuyên viên phân tích trưởng      | Dominic Mahoney      |
| Huấn luyện viên phục hồi sức khỏe | Jesus David Arco     |
| Huấn luyện viên đội trẻ           | Rui Sá Lemos         |
| Huấn luyện viên đội trẻ           | Rafael Kwiecien      |
| Huấn luyện viên học viện          | Carlos Hugo          |
| Quản lý hiệu quả                  | Simone Fornari       |
| Chuyên gia vật lý trị liệu        | Jesus David Arco     |
| Chuyên gia vật lý trị liệu        | Alvaro Astolfi Ramos |
| Chuyên gia vật lý trị liệu        | Jesper Gabriels      |

## Danh sách huấn luyện viên
Tính đến 27 tháng 8 năm 2024
| Huấn luyện viên            | Từ                   | Đến                  | Số trận | Thắng | Hòa | Thua | Bàn thắng | Bàn bại | Hiệu số bàn thắng % | Tỉ lệ thắng % | Danh hiệu                                           |
| -------------------------- | -------------------- | -------------------- | ------- | ----- | --- | ---- | --------- | ------- | ------------------- | ------------- | --------------------------------------------------- |
| Hans-Dieter Schmidt        | 1995                 | 1996                 |         |       |     |      |           |         |                     |               |                                                     |
| Ján Pivarník (giai đoạn 2) | 2003                 | 2004                 | 2       | 0     | 0   | 2    | 1         | 3       | −2                  | 000,00        |                                                     |
| Dimitar Dimitrov           | 9 tháng 12 năm 2009  | 1 tháng 6 năm 2011   | 39      | 8     | 12  | 19   | 46        | 63      | −17                 | 020,51        |                                                     |
| Mariano Barreto            | 6 tháng 6 năm 2011   | 11 tháng 2 năm 2013  | 29      | 5     | 6   | 18   | 38        | 56      | −18                 | 017,24        |                                                     |
| Gjoko Hadžievski           | 27 tháng 5 năm 2014  | 12 tháng 12 năm 2014 | 1       | 0     | 0   | 1    | 0         | 2       | −2                  | 000,00        |                                                     |
| Robbie Fowler              | 29 tháng 6 năm 2023  | 26 tháng 10 năm 2023 | 9       | 6     | 2   | 1    | 10        | 5       | +5                  | 066,67        |                                                     |
| Míchel                     | 27 tháng 10 năm 2023 | nay                  | 28      | 18    | 5   | 5    | 58        | 29      | +29                 | 064,29        | Giải bóng đá hạng Nhất quốc gia Ả Rập Xê Út 2023–24 |

## Thành tích câu lạc bộ

### Quốc nội
- Cúp Thái tử Ả Rập Xê Út
  - Vô địch (1): 1991–92
  - Á quân (1): 2004–05
- Cúp bóng đá Liên đoàn Ả Rập Xê Út
  - Vô địch (1): 1993–94
  - Á quân (2): 1989–90, 1992–93
- Giải bóng đá hạng Nhất quốc gia Ả Rập Xê Út
  - Vô địch (4): 2001–02, 2008–09, 2014–15,  2023–24
  - Á quân (1): 1999–00, 2019-20
- Giải bóng đá trong nhà vô địch quốc gia Ả Rập Xê Út
  - Vô địch (1): 2020

### Châu Á
- Asian Cup Winner's Cup
  - Vô địch (1): 1993–94

## Thành tích tại các giải quốc nội
Tính đến 27 tháng 8 năm 2024
| Mùa giải | Giải đấu                    | Hạng | Vị trí  |
| -------- | --------------------------- | ---- | ------- |
| 2000–01  | Saudi Pro League            | I    | Thứ 11  |
| 2002–03  | Saudi Pro League            | I    | Thứ 3   |
| 2003–04  | Saudi Pro League            | I    | Thứ 7   |
| 2004–05  | Saudi Pro League            | I    | Thứ 7   |
| 2005–06  | Saudi Pro League            | I    | Thứ 8   |
| 2006–07  | Saudi Pro League            | I    | Thứ 10  |
| 2007–08  | Saudi Pro League            | I    | Thứ 12  |
| 2009–10  | Saudi Pro League            | I    | Thứ 10  |
| 2010–11  | Saudi Pro League            | I    | Thứ 12  |
| 2011–12  | Saudi Pro League            | I    | Thứ 13  |
| 2015–16  | Saudi Pro League            | I    | Thứ 11  |
| 2016–17  | Saudi Pro League            | I    | Thứ 10  |
| 2017–18  | Saudi Pro League            | I    | Thứ 12  |
| 2018–19  | Saudi Pro League            | I    | Thứ 14  |
| 2020–21  | Saudi Pro League            | I    | Thứ 14  |
| 2023–24  | Saudi First Division League | II   | Thứ 1 ↑ |
| 2024–25  | Saudi Pro League            | I    | Thứ 2   |

## Thành tích tại các giải đấu cấp câu lạc bộ quốc tế

### Tổng quát
Tính đến 1 tháng 5 năm 2013
| Giải đấu                | Vị trí | Thắng | Hòa | Thua | Bàn thắng | Bàn bại |
| ----------------------- | ------ | ----- | --- | ---- | --------- | ------- |
| Asian Cup Winners' Cup  | 6      | 4     | 1   | 1    | 12        | 5       |
| Arab Club Champions Cup | 2      | 1     | 0   | 1    | 3         | 3       |
| Arab Cup Winners' Cup   | 6      | 3     | 1   | 2    | 10        | 4       |
| Tổng cộng               | 14     | 8     | 2   | 4    | 25        | 12      |

### Trận đấu
Tất cả kết quả (sân nhà và sân khách) đều liệt kê bàn thắng của Al Qadsiah FC trước.
| Mùa giải | Giải đấu               | Vòng        | Câu lạc bộ    | Nhà | Khách | Tổng tỷ số |
| -------- | ---------------------- | ----------- | ------------- | --- | ----- | ---------- |
| 1993–94  | Asian Cup Winners' Cup | Vòng 1      | Al-Wehda      | 4–1 | 0−1   | 4–2        |
| 1993–94  | Asian Cup Winners' Cup | Tứ kết      | New Radiant   | –   | –     | w/o        |
| 1993–94  | Asian Cup Winners' Cup | Bán kết     | Al-Arabi      | 1–0 | 1−1   | 2–1        |
| 1993–94  | Asian Cup Winners' Cup | Chung kết   | South China   | 2–0 | 4−2   | 6–2        |
| 1993–94  | Arab Cup Winners' Cup  | Bảng B      | ASO Chlef     | 4–2 | 4–2   | Thứ 2      |
| 1993–94  | Arab Cup Winners' Cup  | Bảng B      | Haifa         | 3–0 | 3–0   | Thứ 2      |
| 1993–94  | Arab Cup Winners' Cup  | Bảng B      | CO Casablanca | 0–1 | 0–1   | Thứ 2      |
| 1993–94  | Arab Cup Winners' Cup  | Bảng B      | Al-Nasr       | 0–0 | 0–0   | Thứ 2      |
| 1993–94  | Arab Cup Winners' Cup  | Bán kết     | Al-Mourada    | 3–0 | 3–0   | 3–0        |
| 1993–94  | Arab Cup Winners' Cup  | Chung kết   | CO Casablanca | 0–1 | 0–1   | 0–1        |
| 2005–06  | Arab Champions League  | Vòng 32 đội | Al-Zawraa     | 3–2 | 0–1   | 3−3 (a)    |

Chú thích
1. ↑  Câu lạc bộ New Radiant bỏ dở giải đấu.